# Kuloj (Mezenyi-öböl)
A Kuloj (oroszul: Кулой) folyó Oroszország európai részén, az Arhangelszki terület északi vidékén. 

## Földrajz
Hossza: 235 km, (vagy 350 km, ha forrásaként a Szotka folyót számítják), vízgyűjtő területe: 19 000 km², évi közepes vízhozama: 34 m³/s.
Felső folyását Szotka néven néha „önálló” folyóként is említik (115 km). Ezt a szakaszt a Pinyega folyóval (az azonos nevű falu közelében) 8 km hosszú csatorna köti össze, melyet az 1920-as évek közepén építettek. A folyó a csatorna torkolatáig kelet felé, onnan végig észak felé folyik és a Fehér-tenger Mezenyi-öblébe torkollik. 

## Mellékfolyói
- Balról: a Laka (157 km), a Polta (168 km), a Szojana (140 km)
- Jobbról: a Nyemjuga (201 km)

## Települések
Az Arhangelszki terület ritkán lakott északi vidékének folyója. A Polta torkolatával majdnem szemben terül el Kuloj falu. A 19. században sófőző telepeiről volt híres, a sós tavak és fúrt kutak sós vizéből kinyert konyhasót a környező ujezdekben és Arhangelszkben értékesítették.
A Szojana vízgyűjtő területén 1996-ban jelentős gyémántlelőhelyet fedeztek fel. A kitermelésére alapított vállalatot a mellékfolyóval azonos nevű Szojana faluban jegyezték be.